# Anthurium geitnerianum
Anthurium geitnerianum là một loài thực vật có hoa trong họ Ráy (Araceae). Loài này được A.Regel miêu tả khoa học đầu tiên năm 1866.